# Anggun
Anggun Cipta Sasmi (indonéská výslovnost [aŋˈɡun ˈt͡ʃipta ˈsasmi]; * 29. dubna 1974 Jakarta, Indonésie) je indonéská a ve Francii již zdomácnělá zpěvačka-skladatelka.

## Život a dílo
Anggun se narodila v Jakartě, vystupovat začala ve věku sedmi let a o dva roky později nahrála své dětské album. S pomocí známého indonéského producenta Iana Antonoa vydala v roce 1986 své první rockem ovlivněné studiové album nazvané Dunia Aku punya (Svět je můj). Známější se stala se singlem „Mimpi“ (1989), který byl uveden jako jeden ze 150 největších indonéských písní všech dob časopisu Rolling Stone. Následovala řada singlů a další tři studiová alba, díky kterým se stala jednou z nejvýznamnějších indonéských rockových hvězd devadesátých let.
Indonésii opustila v roce 1994, aby usilovala o mezinárodní kariéru. Po dvou letech snažení prorazit v Londýně a Paříži se setkala s francouzským producentem Erickem Benzim a podepsala kontrakt se Sony Music Entertainment. Poté vydala své první mezinárodní album nazvané Snow on the Sahara (1997), ze kterého pochází stejnojmenný hit, jenž se v několika zemích dostal až na vrchol hitparády. Od svého mezinárodního průlomu vydala 5 studiových alb v angličtině a francouzštině a také soundtrack k dánskému filmu Open Hearts (2002). Spolupracovala s řadou mezinárodních umělců jako Julio Iglesias, Peter Gabriel a Pras Michel z Fugees.
Je prvním indonéským umělcem, který pronikl do evropských a amerických hitparád. Její alba byla certifikována zlatem a platinou v několika evropských zemích. Získala řadu ocenění za své úspěchy, včetně prestižních Chevalier des Arts et Lettres od francouzského ministra kultury. Kromě své hudební kariéry byla zapojena do četných ekologických a humanitárních prací. Byla dvakrát jmenována jako globální velvyslankyní OSN, nejprve pro Mezinárodní rok malých zásluh (2005) a pak pro výživu a zemědělství (2009). Anggun zastupovala Francii v Eurovision Song Contest 2012 v ázerbájdžánském Baku.

## Diskografie

### Studiová alba
- 1986: Dunia Aku Punya
- 1991: Anak Putih Abu-Abu
- 1992: Nuctorno
- 1993: Anggun C. Sasmi Lah!!!
- 1994: Yang Hilang
- 1997: Snow On The Sahara — EN, Au Nom de la Lune — FR, Aggun — ID
- 2000: Chrysalis — EN, Désirs Contraires — FR
- 2005: Luminescence — EN, Luminescence — FR
- 2008: Elevation — EN, Elévation — FR
- 2011: Echoes — EN, Échos — FR